# سیدر-آیلز-دین (مینیاپولیس)
سیدر-آیلز-دین (به انگلیسی: Cedar-Isles-Dean) یک منطقهٔ مسکونی در ایالات متحده آمریکا است که در مینیاپولیس واقع شده‌است. سیدر-آیلز-دین ۲٬۹۲۵ نفر جمعیت دارد.